# 18. juli
18. juli er dag 199 i året i den gregorianske kalender (dag 200 i skudår). Der er 166 dage tilbage af året.

### Begivenheder
Født - Dødsfald
- 64 - En stor brand ødelægger 2/3 af Rom. Kejser Nero beskylder de kristne for ildspåsættelse, og de første kristenforfølgelser indledes.
- 1828 - Slægtsnavne bliver påbudt i Danmark. Patronymer, dvs. "faderens navn" + "-sen" eller "-datter" afskaffes. Det varer dog en årrække, før den nye navngivningsreform er slået helt igennem.
- 1889 - Marie og Pierre Curie offentliggør deres opdagelse af et nyt grundstof; polonium, som de opkalder efter Maries hjemland Polen.
- 1925 - Første bind af Adolf Hitlers Mein Kampf udkommer; Hitler skrev ikke selv, men dikterede til Rudolf Hess
- 1953 - Elvis Presley indspiller sin første grammofonplade 'My Happiness' med 'That´s When Your Heartaches Begin' som B-side. Pladen var formodentlig en gave til hans mor.
- 1969 - Senator Edward Kennedy kører galt i bil ved Chappaquidick Island; hans passager Mary Jo Kopechne dør ved ulykken.
- 1971 - Abu Dhabi, Dubai, Sharjah, Umm al-Qaiwain, Ajman og Fujairah beslutter at danne de Forenede Arabiske Emirater.
- 1972 - Som en tilnærmelse mod vesten udviser Egyptens præsident Anwar Sadat 20.000 udstationerede sovjetiske militærrådgivere.
- 1998 - Sydafrikas præsident Nelson Mandela gifter sig på sin 80 års fødselsdag med Graca Marcel, enke efter Mozambiques tidligere præsident.

### Født
- 1501 - Elisabeth af Habsburg, Danmarks dronning 1520-1521 (død 1526).
- 1781 - Eggert Christopher Tryde, dansk præst og kongelig konfessionarius (død 1860).
- 1785 - Frederik Christian Sibbern, dansk filosof (død 1872).
- 1818 - Louis Gerhard De Geer, Sveriges statsminister 1876-1880 (død 1896).
- 1822 - Adam Kristoffer Fabricius, dansk historiker (død 1902).
- 1831 - Johann Martin Schleyer, tysk præst og skaber af sproget volapyk (død 1912).
- 1850 - Vilhelm Bardenfleth, dansk politiker (død 1933).
- 1853 - Hendrik Antoon Lorentz, hollandsk fysiker, matematiker og Nobelprisvinder (død 1928).
- 1862 - Ludwig Schmidt, tysk historiker (død 1944).
- 1863 - Franz Ferdinand, østrigsk ærkehertug (død 1914).
- 1880 - Henning Hansen, dansk arkitekt (død 1945).
- 1883 - Jesper Peter Jespersen, dansk officer og gymnnastikinstruktør (død 1963).
- 1899 - Herman Larsen, dansk arkitekt (død 1962).
- 1909 - Andrei Gromyko, sovjetisk politiker (død 1989).
- 1911 - Hume Cronyn, canadisk skuespiller (død 2003).
- 1914 - Gino Bartali, italiensk cykelrytter (død 2000).
- 1915 - Mogens Irming, dansk arkitekt (død 1993).
- 1918 - Nelson Rolihlahla Mandela tidligere præsident i Sydafrika (død 2013).
- 1918 - Jørgen Fønss, kgl. operasanger (død 2003).
- 1921 - John Glenn, amerikansk astronaut (død 2016).
- 1922 - Thomas Samuel Kuhn, amerikansk forfatter, filosof og professor (død 1996).
- 1924 - Inge Sørensen, dansk svømmer og OL-bronzevinder (død 2011).
- 1932 - Henning Palner, dansk skuespiller (død 2018).
- 1934 - Roger Reynolds, amerikansk komponist.
- 1937 - Hunter S. Thompson, amerikansk journalist og forfatter (død 2005).
- 1938 - Erik Wedersøe, dansk skuespiller (død 2011).
- 1938 - Ian Stewart, skotsk keyboardspiller i The Rolling Stones (død 1985).
- 1939 - Gert Andersen, tidligere dansk håndboldspiller (far til Camilla Andersen).
- 1941 - Ole Fritsen, dansk professionel fodboldspiller og -træner (død 2008).
- 1946 - Bjørn Kjos, norsk erhvervsleder og grundlægger af Norwegian.
- 1950 - Richard Branson, britisk entreprenør, milliardær og eventyrer, grundlægger af Virgin.
- 1952 - Tommy Frederiksen, dansk skuespiller.
- 1957 - Nick Faldo, engelsk golfspiller.
- 1958 - Bent Sørensen, dansk komponist.
- 1962 - Jack Irons, amerikansk trommeslager.
- 1963 - Martín Torrijos, panamansk politiker.
- 1963 - Graham Bartram, britisk vexillolog.
- 1963 - Jens-Otto Paludan, CEO for Universal Music i Danmark.
- 1967 - Vin Diesel, amerikansk skuespiller, regissør og filmproducent.
- 1973 - Anders Jivarp, svensk trommeslager.
- 1974 - Johannes Lilleøre, dansk skuespiller.
- 1975 - Daron Malakian, amerikansk guitarist.
- 1979 - Sofie Lassen-Kahlke, dansk skuespillerinde.
- 1979 - Jaska Raatikainen, finsk trommeslager.
- 1979 - Kim Johannesen, dansk håndboldspiller.
- 1979 - Deion Branch, amerikansk footballspiller.
- 1980 - Kristen Bell, amerikansk skuespillerinde.
- 1983 - Daniel Navarro, spansk cykelrytter.
- 1985 - Christine Milton, dansk sangerinde.
- 1986 - Simon Talbot, dansk komiker.
- 1988 - Jesper Rask, dansk fodboldspiller.

### Dødsfald
- 1817 - Jane Austen, engelsk forfatterinde (født 1775).
- 1832 – Frederik Trampe, dansk adelsmand og politiker (født 1779).
- 1892 - Thomas Cook, rejsepioner og stifter af det kendte rejseforetagende. 84 år gammel.
- 1898 - Emil Hartmann, dansk komponist (født 1836).
- 1914 - Harald Jensen, dansk brændevinsbrænder (født 1837).
- 1953 - Sigfred Johansen, dansk skuespiller (født 1908).
- 1982 - Harald H. Lund, dansk forfatter (født 1902).
- 1988 - Elsa Gress, dansk forfatter (født 1919).
- 2004 - André Castelot, fransk forfatter (født 1911).
- 2008 - Tauno Marttinen, finsk komponist (født 1912).
- 2011 - Magnus Malan, sydafrikansk politiker (født 1930).
- 2012 - Rajesh Khanna, indisk skuespiller (født 1942).
- 2014 - Vagn Greve, dansk professor i strafferet (født 1938).

|  | Denne datoartikel kan blive bedre, hvis der indsættes et (bedre) billede Du kan hjælpe ved at afsøge Wikimedia Commons for et passende billede eller uploade et godt billede til Wikimedia Commons iht. de tilladte licenser og indsætte det i artiklen. |